# 杨承新
杨承新（1973年12月—），男性，白族，中共党员，云南省丽江市古城区人，中华人民共和国政治人物。

## 生平
杨承新早年在丽江地区师范学校就读，1991年毕业后参加工作，被分配到丽江地区丽江县政府任职，期间加入中国共产党，丽江县被析为古城区及玉龙县以后，杨承新成为玉龙县人民政府副县长，中共玉龙县委常委、纪委书记，丽江市人民政府秘书长、市政府新闻发言人等职务。2013年9月，出任中共丽江市华坪县委书记。
2015年11月，杨承新升任中共丽江市委常委，并接替和春雷任该市党委秘书长。翌年，杨承新以中共丽江市委常委的身份兼任宁蒗县委书记；期间，因为表现优异，他於2021年6月獲中共中央組織部授予「全國優秀縣委書記」稱號。同年9月，杨承新离开宁蒗县，出任中共丽江市委常委、市人民政府党组副书记、副市长，市行政学院院长。2022年6月，他来到同省昭通市，出任该市党委副书记、市人民政府市长。2023年1月，杨承新当选为第十四届全国人民代表大会代表。
2025年7月，任中共昆明市委副书记、昆明市市长候选人。8月7日，任昆明市人民政府副市长、代理市长。